# 哈薩克-準噶爾戰爭
哈薩克-準噶爾戰爭，是哈薩克汗國三玉茲和準噶爾汗國之間的一系列長期衝突。準噶爾人的戰略目標是通過佔領屬於哈薩克汗國的鄰近土地來擴大領土。準噶爾不僅被哈薩克人視為威脅，而且對中亞其他地區和俄羅斯帝國也構成威脅。由於動盪不安和局部衝突，以及與哈薩克汗國和清朝的幾次戰爭，準噶爾部人口減少了90%，到准噶尔被清打敗滅族時已不復存在。

## 第一階段 (1643–1718)
1643年，在哈薩克南部的奧爾布拉克峽谷，揚吉爾汗以600名有装备火器的哈薩克士兵和20000名撒馬爾罕埃米爾派出的援軍击败了50000準噶爾军队。揚吉爾汗在1635年、1643年和1652年參加了三場與準噶爾汗國的戰爭且取得了不同的成功。1680年，噶爾丹率军入侵七河地區和南哈薩克斯坦；哈薩克統治者頭克汗被准噶尔军队擊敗，其子被俘。在1683年至1684年的战争中，準噶爾军队一共佔領了塞蘭、塔什干、奇姆肯特和塔拉斯。1683年，噶爾丹之姪策妄阿拉布坦又打敗了兩支哈薩克人的軍隊，兵锋直至錫爾河。1690年，準噶爾汗國與清帝國之間爆發了戰爭，在东线牵制了大量准噶尔军队。由此，哈薩克汗國在1718年頭克汗逝世前，成功地击退了準噶爾军队的入侵。
在1710年至1719年的每年间，由準噶爾軍隊发动的戰役引起了哈薩克族之間的爭執和動盪，因為人們每年都擔心準噶爾军队的入侵。此外，准噶尔汗国的做大也對俄羅斯帝國構成了嚴重威脅，不过相比较對哈薩克人而言則更為嚴重。因為當時準噶爾军队已开始装备火器，而哈薩克人仍主要使用弓箭、軍刀和長矛，只有极少數人拥有火器。
準噶爾的入侵削弱了哈薩克人的力量。準噶爾軍隊憑藉其軍事優勢，暫時佔領了七河地區的部分地區，而前鋒部隊也到達了哈薩克斯坦中部的薩雷蘇河。這在哈薩克汗国內部引起了警報，汗國的長老、貝伊、巴圖魯和年青人和最有遠見的速檀也努力團結抵抗。1710年夏天，哈萨克人在卡拉庫姆區舉行了一次庫里台大会，決定由博根巴伊·巴特尔率領哈萨克軍隊抵抗。
1711年，哈萨克三個玉茲的联军設法擊退了准噶尔军队的襲擊。結果，準噶爾军队撤退至東部。1712年，哈薩克軍隊试图反攻準噶爾汗国，但以失敗告終。1714年，准噶尔军队再次入侵哈薩克汗国。1718年春，哈伊甫汗和阿布勒海爾汗在阿亞古斯河地區戰役中被擊敗，那裡的30000名哈薩克人遭到小型準噶爾邊防支隊的襲擊，在峽谷中僵持了3天。在战斗的最後一天，凭借火器的优势，準噶爾军队打敗了30000人的哈薩克軍隊。

## 第二階段(1718–1723)
在17世紀末和18世紀初，哈薩克汗國的外交政策處境艱難。伏爾加河流域的卡爾梅克人和烏拉爾河的哥薩克人從西部不斷襲擊哈薩克人。而在哈萨克汗国北方，则是西伯利亞哥薩克人和巴什基爾人，南部则是布哈拉和希瓦人。但对于哈萨克汗国来讲，最主要的軍事威脅还是來自東方的準噶爾人。在1720年代初，準噶爾军队頻繁入侵哈薩克汗国領土，且入侵部队規模驚人。1722年，與準噶爾汗国長期交戰的清帝国康熙皇帝驾崩後，準噶爾與清帝国签订了休戰協定，使得策妄阿拉布坦可以將更多注意力集中在哈薩克人的土地上。 
準噶爾军队在1722年对哈萨克汗国的侵略（被哈薩克人稱為“大災難年代”），帶來了严重的苦難和飢餓，道德價值觀也遭到破壞，對有效的平民力量的發展造成了不可逆轉的破壞。數千名哈萨克平民、婦女和兒童被擄。在準噶爾军队的壓力下，哈薩克人為其無能為力的蘇丹和可汗付出了沉重的代價，被迫放棄了擁有數百年歷史的有人居住的土地，這導致部分中玉茲人流離失所，一部分逃往河中，一部分人進入西伯利亞定居在靠近托博爾斯克附近，一些小玉茲人則沿烏拉爾河逃入俄羅斯。
“大災難年代”（1723-1727年）由於其破壞性後果而經常與13世紀初的蒙古西征相提並論，而因哈薩克人的逃亡亦惡化了汗國與周邊民族的關係。準噶爾入侵造成的巨大動盪以及牲畜基本財富的大量損失導致了經濟危機，加劇了執政的哈薩克族精英之間的政治爭端。